# Recurso natural

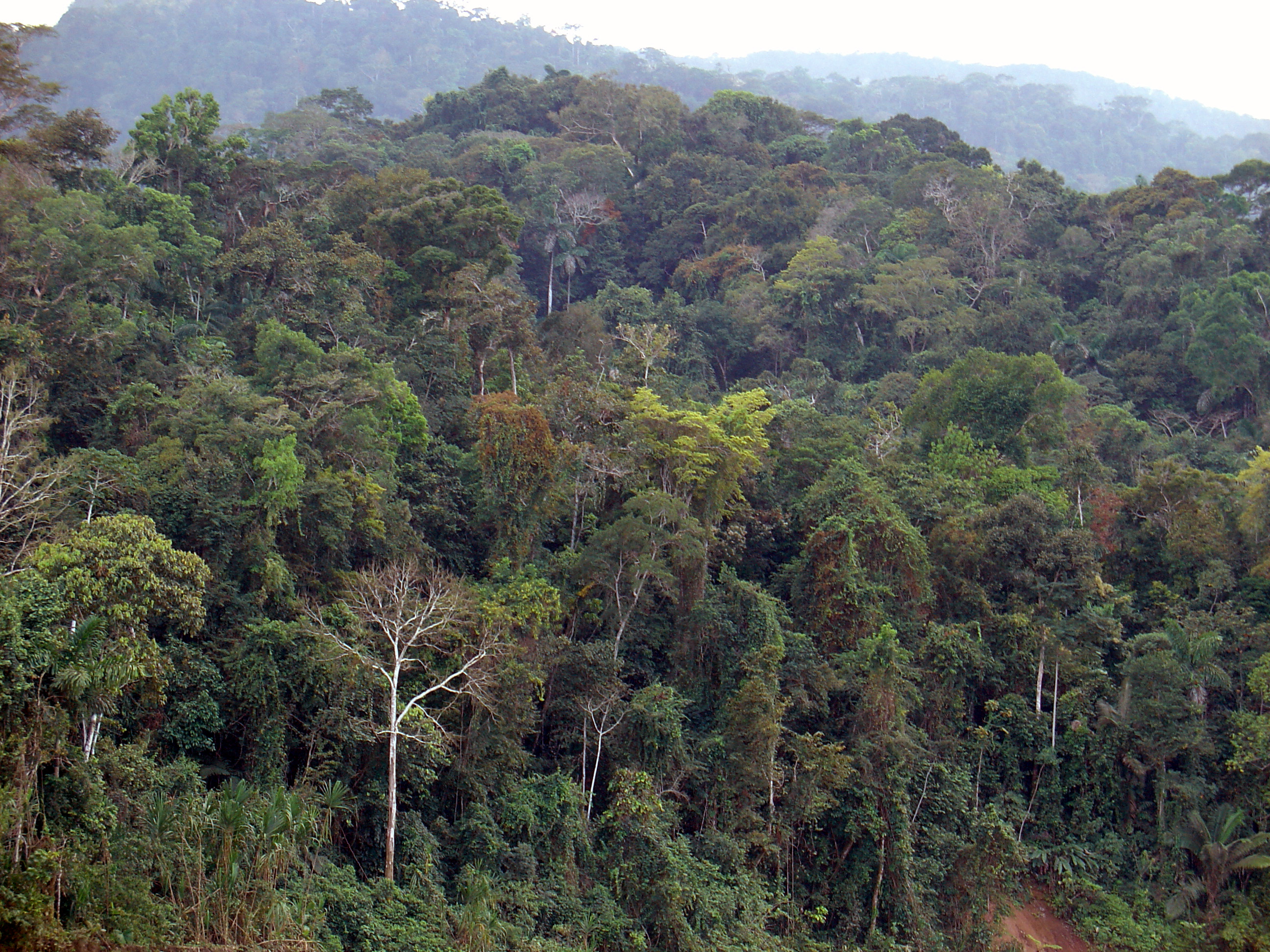
As florestas são um exemplo de recurso natural.

Recursos naturais são elementos da natureza que são úteis ao ser humano para cultivo, para a vida em sociedade, no processo de desenvolvimento da civilização, ou para sobrevivência e conforto da sociedade em geral. Podem ser renováveis, como a energia solar e a do vento. Já a água, o solo e as árvores são considerados limitados mas potencialmente renováveis. E ainda não renováveis, como o petróleo e minérios em geral.

## Definição
Os recursos naturais são componentes materiais da paisagem geográfica, mas que ainda não tenham sofrido importantes transformações pelo trabalho humano e cuja própria gênese é independente do Homem, mas aos quais lhes foram atribuídos, historicamente, valores econômicos, sociais e culturais. Portanto, só podem ser compreendidos a partir da relação homem-natureza.
Recurso natural é qualquer insumo de que os organismos, as populações e os ecossistemas necessitam para sua manutenção. Portanto, recurso natural é algo de extrema importância para a continuidade da vida de todos os seres. Os recursos naturais, também chamados de recursos ambientais, podem ser classificados como biótico e abiótico e são pré-requisitos indispensáveis para a vida dos organismos em seus ambientes, visto que são consumidos à medida que crescem e se reproduzem, permitindo a manutenção da vida. Os recursos não se distribuem de forma igual e homogênea nos locais em que estão disponíveis e, em decorrência do consumo de outros indivíduos, os mesmos podem ser insuficientes para a necessidade de todos. Devido a este fator, muitas vezes é necessário que ocorra competição entre os indivíduos, que podem ser da mesma espécie, ou de espécies diferentes. 
Existe um envolvimento entre recursos naturais e tecnologia, uma vez que há a necessidade da existência de processo tecnológicos para utilização de um recurso. Exemplo típico é o magnésio, que até pouco tempo não era recurso natural e passou a sê-lo quando se descobriu como utilizá-lo na confecção de ligas metálicas de aviões. Recursos naturais e economia interagem de modo bastante evidente, uma vez que algo é recurso na medida em que sua exploração é economicamente viável. Exemplo dessa situação é o álcool, que, antes da crise do petróleo de 1973, apresentava custos de produção extremamente elevados ante os custos de exploração do petróleo. Hoje, no Brasil, apesar da diminuição do Proálcool, o álcool ainda pode ser considerado um importante combustível para automóveis e um recurso natural estratégico e de alta significância, por causa de sua possibilidade de renovação e consequente disponibilidade. Sua utilização efetiva depende de análises políticas e econômicas que poderão ser revistas sempre que necessário.
Nem todos os recursos que a natureza oferece ao ser humano podem ser aproveitados em seu estado natural. Quase sempre o ser humano precisa trabalhar para transformar os recursos naturais em bens capazes de satisfazer alguma necessidade humana. Os recursos hídricos, por exemplo, têm de ser armazenados e canalizados, quer para consumo humano direto, para irrigação, ou para geração de energia hidrelétrica.
Os recursos podem ser:
- Renováveis: elementos naturais que usados da forma correta podem se renovar. Exemplos: animais, vegetação, água.
- Não renováveis: São aqueles que não se renovam de maneira alguma, ou demoram muito tempo para se produzir. Exemplos: petróleo, ferro, ouro.
- Inesgotáveis: Recursos que não se acabam, como o Sol e o vento.

## Classificação
Existem diversos métodos de classificação dos recursos naturais, incluindo fonte de origem, estágio de desenvolvimento e por sua taxa de renovação.
Na base de fonte de origem, podem ser divididos em dois tipos:
- Bióticos- recursos bióticos são obtidos a partir da biosfera (material vivo e orgânico), como florestas e animais, e os materiais que podem ser obtidos a partir deles. Combustíveis fósseis como petróleo e carvão também são incluídos nessa categoria pois são formados a partir de material orgânico decomposto.

- Abióticos- recursos abióticos são aqueles que vêm de fontes não orgânicas. Exemplos de recursos abióticos são: solo, água doce, ar, minerais de terra rara e metais pesados como ouro, prata, ferro, cobre, etc.

Na base de estágio de desenvolvimento, podem ser referidos das seguintes maneiras:
- Recursos potenciais - São aqueles que podem ser utilizados no futuro, como por exemplo petróleo em rochas sedimentares que até ser extraído e usado permanece um recurso potencial.
- Recursos atuais - São aqueles que já foram pesquisados, quantificados e qualificados e estão atualmente em uso
- Recursos de reserva - São partes de um recurso atual que poderiam ser utilizados lucrativamente no futuro
- Recursos de estoque - São aqueles que foram pesquisados mas não podem ser utilizados por falta de tecnologia, como o Hidrogênio.

Com base na taxa de recuperação, podem ser categorizados nas seguintes formas:
- Recursos renováveis - São aqueles cuja velocidade de reposição é maior do que a velocidade de consumo, alguns desses recursos aparecem inalterados independente do uso humano, como luz solar, ventos e fluxo de água. Esses recursos se recuperam rapidamente se comparados aos não renováveis. Há situações nas quais um recurso renovável passa a ser não-renovável. Essa condição ocorre quando a taxa de utilização supera a máxima capacidade de sustentação, renovação e força do sistema.
- Recursos não-renováveis - Estes recursos formam-se muito lentamente ou não se formam naturalmente no ambiente. Minérios são os recursos mais comumente adicionados a essa categoria.

Com base no seu teor energético, são divididos em:
- energéticos - São recursos capazes de produzir energia, como, por exemplo, carvão, petróleo e água (considerada energética pois é usada em usinas hidrelétricas para produção de energia).
- não energéticos - Incapazes de produzir energia, seja por falta de tecnologia ou pela incapacidade do material. a maioria dos minerais são recursos não energéticos, com exceção do volfrâmio, o urânio e o plutônio por se tratarem de substâncias radioativas e usadas para a geração de energia.

## Extração
A extração de recursos naturais envolve qualquer atividade que os remove da natureza, o que pode variar desde o uso tradicional de sociedades pré-industriais até indústrias globais. Indústrias de extração são, junto com a agricultura, a base do setor primário da economia. Extração produz matéria-prima, que é processada a fim de aumentar o seu valor. Exemplos de atividade extrativista são caça, mineração e perfuração de petróleo e gás natural. Recursos naturais podem aumentar significativamente a riqueza de um país, porém, um crescimento repentino de dinheiro causado por recursos podem criar problemas sociais como inflação prejudicando outras indústrias (doença holandesa) e corrupção, o que leva a desigualdade e subdesenvolvimento, conhecido como a "maldição dos recursos naturais".
As indústrias extrativas representam uma atividade de grande crescimento em muitos países menos desenvolvidos, mas a riqueza gerada nem sempre leva a um crescimento sustentável e inclusivo. É comum acusarem as empresas da indústria extrativa em atuar apenas para maximizar o valor de curto prazo, implicando que os países menos desenvolvidos são vulneráveis a corporações poderosas. Por outro lado, governos anfitriões são normalmente criticados por maximizar a receita imediata. Os pesquisadores argumentam que existem áreas de interesse comum onde as metas de desenvolvimento e negócios se cruzam. Estes apresentam oportunidades para agências governamentais internacionais se envolverem com o setor privado e governos anfitriões por meio de gestão de receitas e prestação de contas de despesas, desenvolvimento de infraestrutura, criação de empregos, habilidades e desenvolvimento empresarial e impactos sobre as crianças, especialmente meninas e mulheres. Uma sociedade civil forte pode desempenhar um papel importante para garantir a gestão eficaz dos recursos naturais. A Noruega pode servir como um modelo a este respeito, pois tem boas instituições e um debate público aberto e dinâmico com forte atuação da sociedade civil que fornece um sistema de freios e contrapesos para a gestão governamental das indústrias extrativas, como a Extractive Industries Transparency Initiative (EITI), que serve como padrão global para a boa governança de petróleo, gás natural e mineração, o que procura abordar as principais questões de governança nos setores extrativos.

## Proteção
Em 1982, a Organização das Nações Unidas (ONU) elaborou a Carta Mundial da Natureza, que reconheceu a necessidade de proteger a natureza de esgotamento devido à atividade humana. Ela afirma que medidas devem ser tomadas em todas as esferas sociais, desde a internacional até a individual, para proteger a natureza, e destaca a necessidade do uso sustentável de recursos naturais, sugerindo que a proteção de recursos deve ser incorporada a sistemas legais nacionais e internacionais.
Para reforçar a importância da proteção dos recursos naturais, a Ética Mundial da Sustentabilidade, elaborada pela UICN, WWF e PNUMA como uma contribuição para a Eco-92,  propôs oito valores para a sustentabilidade, incluindo a necessidade de proteger os recursos naturais do esgotamento. Desde a criação desses documentos, muitas medidas foram tomadas para proteger  recursos naturais, incluindo o estabelecimento do campo científico e a prática de biologia da conservação e conservação de habitats.
Biologia da conservação é o estudo científico da natureza e estado da biodiversidade da Terra com o objetivo de proteger as espécies, seus habitats e ecossistemas de taxas aceleradas de extinção. Ela é uma disciplina interdisciplinar envolvendo ciência, economia e a prática de gestão de recursos naturais. O termo biologia da conservação foi introduzido como título de uma conferência na Universidade da Califórnia, San Diego, em La Jolla, Califórnia, em 1978, organizada pelos biólogos Bruce A. Wilcox e Michael E. Soulé.
Conservação de habitats é uma prática de gestão da terra que almeja conservar, proteger e restaurar habitats de animais e plantas selvagens, especialmente aquelas em perigo de extinção, de forma a protegê-los de extinção ou redução populacional e da fragmentação de seu habitat.

## Gestão
A gestão de recursos naturais envolve a gestão de recursos como terra, água, solo, fauna e flora, com foco particular em como essa gestão afetará a qualidade de vida da presente geração e de futuras. Nesse sentido, o desenvolvimento sustentável é alcançado através do uso legal de recursos para suprir as necessidades atuais e futuras. A gestão de recursos naturais reconhece que os meios de subsistências das populações dependem da proteção e produtividade dos ambientes, e que suas ações têm um papel crítico para a manutenção dessa produtividade.
A gestão de recursos naturais envolve a identificação de quem tem o direito de usar os recursos, e quem não tem, definindo os limites do recurso. Os recursos podem ser geridos pelos usuários de acordo com regras que regulam quando e como os recursos devem ser usados. Alternativamente, os recursos podem ser geridos por uma organização governamental ou outra autoridade central. Os usuários ou entidades regulatórias devem monitorar ativamente e assegurar que a utilização do recurso seja feita de acordo com os regulamentos, impondo penalidades a quem violá-los. Não obstante, nos últimos anos tem se observado aumento do uso indevido de recursos naturais em diversos locais, a exemplo do desmatamento acelerado da floresta amazônica brasileira.
Uma gestão bem sucedida de recursos naturais depende da liberdade de expressão, de um debate público extenso e dinâmico através de variados canais midiáticos independentes e de uma sociedade civil ativa engajada em questões ambientais; por causa da natureza comunitária dos recursos, aos indivíduos afetados por regulamentos centrais interessa a participação em sua implementação ou mudança. De acordo com a Organização das Nações Unidas, o direito a recursos naturais inclui terra, água, florestas, locais de pesca e direitos pastorais.
A plataforma científica global para discutir a gestão de recursos naturais é o Fórum de Recursos Mundiais, sediado na Suíça.

## Países com maiores reservas de recursos naturais
De acordo com o portal de notícias, 24/7 Wall St, os dez países com maiores reservas de recursos naturais, do primeiro ao décimo, são:
| Valor das reservas de recursos naturais por país (em trilhões de dólares), 2016 | Valor das reservas de recursos naturais por país (em trilhões de dólares), 2016 | Valor das reservas de recursos naturais por país (em trilhões de dólares), 2016 |
| País                                                                            | Valor                                                                           |                                                                                 |
| ------------------------------------------------------------------------------- | ------------------------------------------------------------------------------- | ------------------------------------------------------------------------------- |
| Rússia                                                                          | 75                                                                              |                                                                                 |
| Estados Unidos                                                                  | 45                                                                              |                                                                                 |
| Arábia Saudita                                                                  | 34.5                                                                            |                                                                                 |
| Canadá                                                                          | 33.2                                                                            |                                                                                 |
| Irã                                                                             | 27.3                                                                            |                                                                                 |
| China                                                                           | 23                                                                              |                                                                                 |
| Brasil                                                                          | 21.8                                                                            |                                                                                 |
| Austrália                                                                       | 19.9                                                                            |                                                                                 |
| Iraque                                                                          | 15.9                                                                            |                                                                                 |
| Venezuela                                                                       | 14.3                                                                            |                                                                                 |

## Esgotamento de recursos naturais
Nos últimos anos o esgotamento dos recursos naturais se tornou um grande foco de organizações e governos como a Organização das Nações Unidas (ONU). Isso fica evidente em sua Agenda 21 seção 2 que aponta os passos necessários para Países tomarem para manter seus recursos naturais. O esgotamento de recursos naturais é considerado um problema de desenvolvimento sustentável. O termo desenvolvimento sustentável possui muitas interpretações, a mais notável sendo a proposta na Comissão Mundial sobre Meio Ambiente e Desenvolvimento 'assegurar as necessidades atuais, sem comprometer a capacidade de gerações futuras assegurarem suas próprias necessidades’. Em termos mais amplos, é uma questão de equilibrar a necessidade das pessoas e animais do nosso planeta agora e no futuro. Em relação a recursos naturais esgotamento é uma preocupação para o desenvolvimento sustentável pois pode levar a destruição de ambientes atuais e o potencial de impactar as necessidades de gerações futuras.
O esgotamento dos recursos naturais estão associados com a desigualdade social. Considerando que a maior parte da biodiversidade mundial está localizadas em países em desenvolvimento, o esgotamento desse recurso pode resultar na perda de serviços ambientais para esses países. Algumas pessoas consideram esse esgotamento uma grande fonte de preocupação e conflitos entre nações desenvolvidas Atualmente, existe uma preocupação acentuada com regiões cobertas com florestas tropicais, pois estas concentram a maior parte da biodiversidade do planeta De acordo com Gerald C. Nelson, 30% da superfície terrestre é composta por áreas desmatadas. Considerando que 80% das pessoas dependem de drogas extraídas de plantas e 75% dos medicamentos de prescrição do mundo são feitos com ingredientes de origem vegetal, a perda das florestas tropicais pode diminuir a chance de descobrirmos novas drogas que poderiam salvar vidas
O esgotamento dos recursos é causado por ‘motivadores diretos de mudança’, como mineração, extração de petróleo, pesca e a atividade madeireira agindo em conjunto com ‘motivadores indiretos de mudanças’ como demografia, economia, sociedade, política e tecnologia. As práticas atuais de agricultura é outro fator que resulta no esgotamento natural, como por exemplo o esgotamento dos nutrientes do solo por uso excessivo de nitrogênio e a desertificação.